# 한국양록협회
한국사슴협회는 양록산업발전과 농가소득증대 및 국민보건 향상에 기여함을 목적으로 1975년 5월 20일 설립된 대한민국 농림수산식품부 소관의 사단법인이다. 사무실은 서울특별시 서초구 서초1동 1621-19 제2축산회관 5층에 있다.

## 주요 사업
- 회원의 양록사업에 수반되는 구매, 판매, 이용 등 유통질서 확립에 관한 사업
- 수입녹용의 국산대체를 위한 기술지도사업
- 사슴의 품종개량 및 증식에 따른 사업
- 회원간의 유대강화에 대한 사업
- 기타 목적달성에 필요한 사업